# Expansion Draft
Expansion draft (ang./sport. nabór rozszerzający), proces praktykowany w sporcie zawodowym podczas dołączania jednej lub więcej drużyn do ligi, spotykany prawie wyłącznie w zawodowych ligach północnoamerykańskich, gdzie nie istnieje system ligowy i nie ma mechanizmu spadku/awansu po sezonie. Pozwala na wyrównywanie szans dla nowych zespołów na starcie rywalizacji.
Oprócz tradycyjnego naboru nowych zawodników, kończących studia, drużyny dobierają wtedy zawodników z istniejących zespołów. Aby chronić swych najlepszych graczy, aktywne drużyny wpisują pewną ich liczbę na chronioną listę. Nowy zespół (zespoły) wybierają swe typy spośród pozostałych zawodników, na zasadach przyjętych w tradycyjnym drafcie. 
Praktykę taką spotyka się np. w ligach: NBA, NFL, MLB, NHL.
Np. w lidze NBA Expansion Draft miał miejsce w latach: 1966, 1967, 1968, 1970, 1974, 1980, 1988, 1989, 1995, 2004.
Odwrotnym działaniem jest "Dispersal Draft", który przeprowadza się, gdy drużyna przestaje istnieć. Wtedy pozostałe zespoły wybierają zawodników z rozproszonej drużyny.